# 鳴門市鳴門東小学校
鳴門市鳴門東小学校（なるとし なるとひがししょうがっこう）は、徳島県鳴門市鳴門町土佐泊浦にあった公立小学校。

## 沿革
- 1875年 - 土佐泊尋常小学校を開設。
- 1892年 - 鳴門村立土佐泊尋常小学校として独立。
- 1914年 - 鳴門東尋常小学校と改称。
- 1941年 - 徳島県板野郡鳴門町鳴門東国民学校と改称。
- 1947年 - 徳島県鳴門市鳴門東小学校と改称。
- 2024年 - 休校。通学区域は鳴門市鳴門西小学校に編入。

## 通学区域が隣接している学校
- 鳴門市里浦小学校 （海を挟んで隣接。）
- 鳴門市林崎小学校 （海を挟んで隣接。）
- 鳴門市桑島小学校 （海を挟んで隣接。）
- 鳴門市鳴門西小学校
- 鳴門市明神小学校 （海を挟んで隣接。）
- 兵庫県南あわじ市立辰美小学校 （海を挟んで隣接。）
- 兵庫県南あわじ市立福良小学校 （海を挟んで隣接。）